# Revelaciones (programa)
Revelaciones fue un programa de televisión argentino especial (formado por un único envío) de la Fundación Huésped por el Día Mundial de la Lucha contra el Sida. El mismo tenía el fin de ayudar a reflexionar sobre los prejuicios y la discriminación alrededor del VIH/sida.
Es protagonizado por Diego Peretti y Andrea Pietra, con la participación especial de Guillermo Francella. Además formaron parte del programa Florencia Raggi, Martín Piroyansky, Tomás Fonzi, Matías Martin, Mercedes Oviedo, Emme, Julia Calvo, Paloma Contreras, Camila Garófalo, Pablo Herrero, Nahuel Viale y Ernesto Sánchez.

## Sinopsis
Guillermo Correa (Diego Peretti) es un abogado que contrajo la enfermedad del VIH/sida y no sabe cómo contárselo a su hijo Matías (Martín Piroyansky), que es estudiante de medicina. Guillermo tiene como cliente a la empresa donde Florencia (Andrea Pietra) trabaja como la selectora de personal. En la misma realizan ilegalmente análisis de VIH a los empleados. Cuando Florencia se ve obligada a rechazar a Roxi Pérez (Emme), hija de Violeta (Julia Calvo), una amiga suya, porque su análisis de VIH da positivo, se genera un conflicto en su conciencia porque además de conocer un diagnóstico que no puede revelar.
Micaela (Mercedes Oviedo) una compañera de la facultad de Matías, se entera de que Mariano (Tomás Fonzi), su primer novio tiene VIH. A raíz de la falta de información, los prejuicios y la discriminación que circulan alrededor de la enfermedad, ella enfrenta la situación.

## Información general
Este es el cuarto unitario que Canal 13 emite por el Día Mundial de la Lucha contra el Sida, con el fin de ayudar a reflexionar sobre los prejuicios y la discriminación alrededor del VIH/sida. Entre los años 2002 y 2005, la emisora brindó espacio al “backstage” del Calendario de Fundación Huésped realizado por la fotógrafa Gaby Herbstein, del que participaron reconocidos personajes de la cultura y el espectáculo argentinos. En 2006, El Trece y Fundación Huésped fueron pioneros en exhibir, por primera vez en la televisión abierta local, un programa de ficción dedicado exclusivamente al VIH/sida. El título del mismo es "Hoy me desperté", dirigido por Bruno Stagnaro y Darío Lanis. En 2007, el programa se llamó “Reparaciones” y fue protagonizado por Pablo Echarri y Érica Rivas. En 2008 fue el turno de “Oportunidades”, dirigido por Daniel Barone y protanizado por Celeste Cid y Damián De Santo.

## Elenco
- Diego Peretti - Guillermo
- Andrea Pietra - Florencia
- Guillermo Francella - Psicólogo
- Florencia Raggi - Mara
- Martín Piroyansky - Matías
- Tomás Fonzi - Mariano
- Emme - Roxana
- Matías Martin - Profesor
- Mercedes Oviedo - Micaela
- Paloma Contreras - Laura
- Julia Calvo - Violeta
- Camila Garófalo - Julieta
- Pablo Herrero - Barman
- Ernesto Sánchez - Lucio
- Nahuel Viale - Luca

## Ficha técnica
- Dirección artística y guion: Claudia Piñeiro y Cynthia Edul
- Producción General: Leandro Cahn
- Dirección: Jorge Nisco
- Producción ejecutiva: Debora Fiore
- Dirección de Fotografía: Alejandra Martin
- Dirección de Arte: Pablo Rouco
- Producción: Victoria Ojea, Daniel Levin y Alejandra Ruffo
- Vestuario: Debora Andrijauskas
- Asistente de dirección: Martín Desalvo
- Cortina musical de: Fabiana Cantilo.